# 弗拉斯特罗夫
弗拉斯特罗夫（法語：Flastroff，法語發音：[flastʁɔf]；洛林法兰克语：Flooschtroff）是法国摩泽尔省的一个市镇，属于蒂永维尔区。

## 地理
弗拉斯特罗夫（49°22'19"N, 6°32'5"E）面积8.38 平方千米，位于法国大東部大區摩泽尔省，该省份为法国东北部内陆省份，是洛林的一部分，西南接默尔特-摩泽尔省，东临下莱茵省，北与卢森堡和德国接壤。
与弗拉斯特罗夫接壤的市镇（或旧市镇、城区）包括：比比什、科尔门、格兰多尔比赞、什韦尔多夫、瓦尔德韦斯特罗夫、瓦尔德维斯。

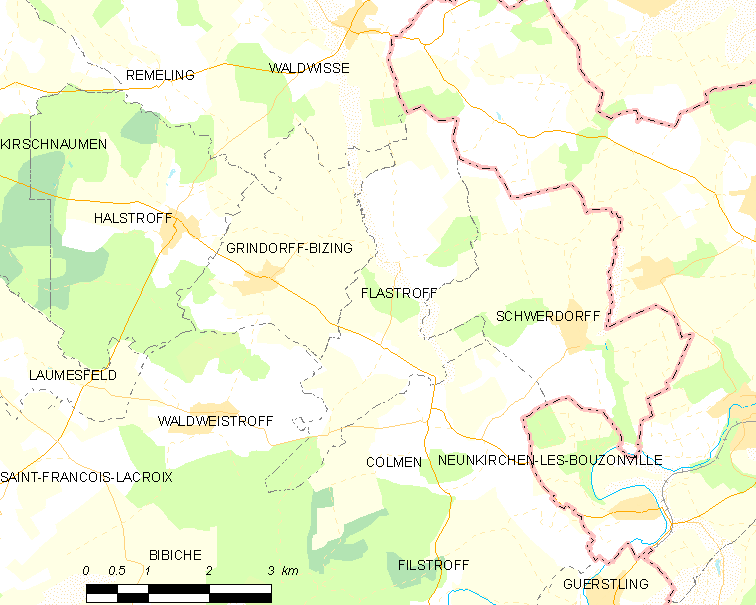
弗拉斯特罗夫的OSM定位图

弗拉斯特罗夫的时区为UTC+01:00、UTC+02:00（夏令时）。

## 行政
弗拉斯特罗夫的邮政编码为57320，INSEE市镇编码为57215。

## 政治
弗拉斯特罗夫所属的省级选区为布宗维尔县。

## 人口

1962-2008年间弗拉斯特罗夫人口变化图示

弗拉斯特罗夫于2022年1月1日时的人口数量为371人。